# 인동아과
인동아과(忍冬亞科, 학명: Caprifolioideae 카프리폴리오이데아이[*])는 인동과의 아과이다.

## 하위 분류
- 꿰미풀속(Triosteum L.)
- 인동딸기속(Symphoricarpos Duhamel)
- 인동속(Lonicera L.)
- Heptacodium Rehder
- Leycesteria Wall.